# Survival (série documentaire)
Pour les articles homonymes, voir Survival.
Survival, ou Vivre et survivre au Québec, est une émission de télévision documentaire britannique consacrée à la nature créée par Aubrey Buxton et diffusée de 1961 à 2001 sur ITV.
Au Québec, elle a été diffusée à partir du 3 septembre 1975 à la Télévision de Radio-Canada, et en France, plusieurs de ces documentaires ont été diffusés à partir des années 1990 sur France 5 et Arte.
La série a remporté plus de 250 prix à travers le monde.

## Fiche technique
- Auteur : Aubrey Buxton
- Année de production : 1961-2001
- Sociétés de production : Survival Anglia Production Ltd
- Adaptation française : Imagine

## Épisodes
Voici quelques épisodes diffusés en France, avec entre parenthèses, l'année de production :
- Le Peuple des eaux sombres (1976)
- L'Écureuil gris, un envahisseur de charme (1980)
- Les Coulisses de la vie sauvage (1980)
- La Légende du Lightning Bird (1983)
- Daphne Sheldrick et ses orphelins (1984)
- La Reine de la jungle (2000)
- Le Jaguar, un mangeur d'âmes (2000)
- Les Baleines boréales (2000)
- Le Retour de l'alligator (2000)
- Le Secret des eaux de Floride (2000)